# Rhipidosiphon javensis
Espèce
Synonymes
- Udotea javensis (Montagne) A.Gepp & E.S.Gepp, 1904[2]

Rhipidosiphon javensis (synonyme : Udotea javensis) est une espèce d’algues vertes de la famille des Udoteaceae.